# Exécutif Geens IV
L'exécutif Geens IV est un gouvernement flamand quadripartite composé de démocrate-chrétiens, de socialistes, de libéraux et de la Volksunie. Il compte 11 ministres.
Cet exécutif fonctionne du 24 octobre 1988 au 22 janvier 1992. Il sera suivi de l'exécutif Van den Brande I. 

## Composition
| Fonction                                                                      | Titulaire | Titulaire                                             | Parti |
| ----------------------------------------------------------------------------- | --------- | ----------------------------------------------------- | ----- |
| Président de l’Exécutif Ministre des Finances et du Budget                    |           | Gaston Geens                                          | CVP   |
| Vice-Président Ministre communautaire l'Économie et de l'Énergie              |           | Norbert De Batselier                                  | SP    |
| Ministre communautaire de l’Aménagement du territoire et du Logement          |           | Louis Waltniel (jusau'au 8 janvier 1992)              | PVV   |
| Ministre communautaire de l’Aménagement du territoire et du Logement          |           | Patrick Dewael (Le 8 janvier 1992 ajoute le Logement) | PVV   |
| Ministre communautaire de la Culture                                          |           | Patrick Dewael (Le 8 janvier 1992 ajoute le Logement) | PVV   |
| Ministre communautaire de la Famille et de Bien-être                          |           | Jan Lenssens                                          | CVP   |
| Ministre communautaire des Affaires sociales et de l'Emploi                   |           | Roger De Wulf                                         | SP    |
| Ministre communautaire de l’Environnement, de la Nature et de la Milieu rural |           | Theo Kelchtermans                                     | CVP   |
| Ministre communautaire de la Santé publique et des Affaires bruxelloises      |           | Hugo Weckx                                            | CVP   |
| Ministre communautaire de l’Éducation                                         |           | Daniël Coens                                          | CVP   |
| Ministre communautaire de l'Intérieur et de la Fonction publique              |           | Luc Van den Bossche                                   | SP    |
| Ministre communautaire de la Mobilité et des Travaux publics                  |           | Johan Sauwens                                         | VU    |